# Stanley Baxter
Stanley Livingstone Baxter, född 24 maj 1926 i Glasgow, är en skotsk komiker och skådespelare.

## Utmärkelser
Baxter har bland annat vunnit två British Academy Television Award for Best Entertainment Performance.

## Roller i urval
- 1961 – I fräckaste laget
- 1962 – Den vilda ladyn
- 1962 – Massor av bovar
- 1963–1971 – The Stanley Baxter Show (TV-serie)
- 1964 – Hennes vilda far
- 1971 – The Goodies (TV-serie)
- 1993 – The Thief and the Cobbler